# Lipovec (priimek)
Lipovec je priimek več znanih Slovencev:

## Znani nosilci priimka
- Albin(c)a Lipovec (*1943), bohemistka, lektorica
- Dušan Lipovec (1952—2005), slikar, publicist, kipar, pesnik in fotograf
- Filip Lipovec (1923—1999), ekonomist, teoretik organizacije, univ. profesor
- Franc Lipovec - Tine (1909—1990), član organizacije TIGR in partizan
- Franjo Lipovec (1913—1960), fotograf, tehnik, tovarnar, inovator, umetnostni zbiralec, risar...
- Franjo Lipovec (*1968), polkovnik SV
- Janko Lipovec (1910—1998/9), živilski tehnolog, strokovnjak za sadje
- Jože Lipovec (1910—?), alpinist
- Katica Lipovec (1900—1977), pesnica
- Milan Lipovec (1912—1997), pisatelj, publicist, urednik, 3-D fotograf
- Nanča Čebron Lipovec, farmacevtka na psihiatriji
- Neža Čebron Lipovec, arhitekturna zgodovinarka, konservatorka, dediščinarka
- Rado Lipovec (*1949), matematik, informatik, fotograf
- Uroš Lipovec, HM-glasbenik bas kitarist (Noctiferia)
- Uršula Lipovec Čebron (Urška Čebron Lipovec) (*1975), etnologinja, kulturna antropologinja
- Vinko Lipovec (1915—2019), prof. zgodovine, obveščevalec Slovenske legije, izseljenski publicist in urednik (v ZDA)